# Wraith: The Oblivion - Afterlife
Wraith: The Oblivion - Afterlife est un jeu vidéo d'horreur en réalité virtuelle développé par le studio suédois Fast Travel Games sorti en 2021. Il est basé sur le jeu de rôle de table Wraith : Le Néant de White Wolf Publishing en 1994 et fait partie de la plus grande série World of Darkness. Le jeu est disponible sur Microsoft Windows et PlayStation 4 et est compatible avec les casques VR HTC Vive, Oculus Rift, Oculus Quest, PlayStation VR et Valve Index.
Le joueur joue le rôle d'un spectre qui est récemment décédé, alors qu'il explore le manoir de Barclay et découvre les mystères de l'au-delà. Il est conçu comme une exploration de ce que signifie être humain et est influencé par l'horreur dans des jeux comme Amnesia: The Dark Descent et Alien: Isolation.

## Système de jeu
Wraith: The Oblivion - Afterlife est un jeu vidéo d'horreur et nécessite un casque de réalité virtuelle. Le jeu est axé sur la narration et se concentre sur l'exploration et la furtivité dans une perspective à la première personne,,, bien que n'étant pas au centre du jeu, il comporte également le combat.
Le joueur prend le rôle d'un spectre, qui grandit et acquiert de nouvelles capacités en explorant le monde du jeu, qui peut être utilisé pour interagir physiquement avec l'environnement. Les capacités incluent Wraithgrasp, permettant au joueur de manipuler des objets à distance et de changer leur environnement; des sens aiguisés, leur permettant d'entendre des chuchotements au loin et de suivre d'autres esprits; et insubstantialité, leur permettant de traverser les murs.

## Synopsis
Le jeu se déroule dans le manoir moderne de Barclay dans le monde des ténèbres, un décor de fantaisie urbaine partagé avec des jeux tels que Vampire : La Mascarade et Loup-garou : L'Apocalypse, où des monstres existent secrètement au sein de la société humaine,. L'histoire suit l'esprit d'une personne récemment décédée dans les Shadowlands (un reflet de la terre des vivants), où les morts existent sans être vus, côte à côte avec les vivants, qui découvre les mystères de l'au-delà après être mort dans le manoir,, y compris la raison de leur décès.
Au début du jeu, le protagoniste se réveille sans se souvenir comment il est mort et est guidé dans le manoir par son ombre: une voix sinistre représentant les aspects autodestructeurs d'un spectre et son subconscient sombre . En explorant le manoir, ils rencontrent d'autres spectres.

## Développement
Afterlife est développé par le studio suédois Fast Travel Games et est dirigé par Erik Odeldahl, conçu par Daniel Kihlgren Kallander et programmé par Casper Renman. Il est basé sur le jeu de rôle de table de 1994 de White Wolf Publishing Wraith: The Oblivion. C'est la première fois que Wraith: The Oblivion est adapté dans un jeu vidéo et le premier jeu World of Darkness en réalité virtuelle. Il est cependant toujours conçu pour être accessible aux joueurs néophytes de Wraith: The Oblivion et World of Darkness, destiné à être agréable pour les fans d'horreur narrative de manière globale et servant d'introduction au décor.
Odeldahl a été influencé par des jeux d'horreur comme Amnesia: The Dark Descent (2010) et Alien: Isolation (2014), et a estimé que leur type d'horreur fonctionnerait bien dans un jeu VR, les développeurs ont décrit la conception de l'horreur comme psychologique et "sous la peau" plutôt que dépendante des Jump scare. Odeldahl avait voulu créer cela sous la forme d'un jeu World of Darkness, et pensait que Wraith: The Oblivion était particulièrement bien adapté, en raison de sa mystériosité et de la richesse de son cadre. Les particularités de la réalité virtuelle ont influencé la conception du jeu: alors que d'autres jeux basés sur l'exploration permettent souvent au joueur de trouver et de lire des documents dans le monde du jeu afin d'apprendre la trame de fond, cela serait moins faisable dans un jeu en réalité virtuelle. Les développeurs ont également constaté que les cinématiques ne fonctionnent normalement pas bien en réalité virtuelle et ont dû trouver un autre moyen de les gérer.
Bien que Paradox Interactive, propriétaire de la série World of Darkness, soit celui qui a approché Fast Travel Games pour développer un jeu Wraith: The Oblivion, Odeldahl avait déjà pensé à adapter Wraith et avait écrit un document conceptuel pour une adaptation de jeu vidéo Wraith lorsque Fast Travel Games a été formé, bien qu'Afterlife ait fini par utiliser un concept différent.
Le jeu a été annoncé en juin 2020 via une bande-annonce et a été dévoilé à la Gamescom en août 2020 avec un extrait de gameplay. Il devrait sortir début 2021 pour Microsoft Windows et PlayStation 4, et doit être compatible avec les casques HTC Vive, Oculus Rift, Oculus Quest, PlayStation VR et Valve Index.

## Accueil
Destructoid dit avoir aimé le concept du jeu, espérant que les développeurs réussiraient à le réaliser, et de son côté, Rock, Paper, Shotgun le considérait comme un jeu intéressant pour ceux qui peuvent gérer des jeux d'horreur en VR. FZ attendait avec impatience le jeu, le qualifiant de concept efficace d'horreur VR.